# Buveurs de sang
Pour plus de détails, voir Fiche technique et Distribution.
Buveurs de sang (I Drink Your Blood) est un film d'horreur américain, sorti en 1971 au cinéma et réalisé par David E. Durston.

## Synopsis
Une bande de hippies drogués et méchants débarquent dans une petite commune pour s'installer dans un hôtel abandonné. Ils partent agresser les personnes de l'épicerie en les forçant à prendre de la drogue dure. Le gamin de la famille décide de les venger et met dans une tarte qu'il sert ensuite aux hippies, du sang contenant le virus de la rage. Nos hippies, déjà bien excités, vont devenir de véritables tueurs…

## Fiche technique
- Titre : Buveurs de sang
- Titre original : I Drink Your Blood
- Autre tite : Phobia
- Réalisation : David E. Durston
- Scénario : David E. Durston
- Production : Jerry Gross
- Photographie : Jacques Demarecaux
- Montage : Lyman Hallowell
- Musique : Clay Pitts
- Maquillage : Irvin Carlton
- Budget : moins de 100 000 $
- Pays d'origine :  États-Unis
- Format : Couleur - 1,66:1 - Son mono - 35mm
- Genre : Horreur
- Durée : 83 minutes
- Année de production : 1970

Film interdit aux moins de 18 ans lors de sa sortie en salle. Censuré aujourd'hui.

## Distribution
- Bhaskar Roy Chowdhury : Horace Bones
- Jadine Wong : Sue-Lin
- Rhonda Fultz : Molly
- George Patterson : Rollo
- Riley Mills : Pete Banner
- John Damon : Roger Davis
- Elizabeth Marner-Brooks : Mildred Nash
- Richard Bowler : Docteur Banner
- Tyde Kierney : Andy
- Iris Brooks : Sylvia
- Alex Mann : Shelley
- David E. Durston : Docteur Oakes (non crédité)

## Autour du film
I Drink Your Blood est entré dans l'histoire comme le premier film classé X pour violences excessives.
Il a une distribution en double programme avec I Eat Your Skin.

## Article annexe
- Psychotrope au cinéma et à la télévision